# Happy Endings (film)
Pour les articles homonymes, voir Happy Ending (homonymie).
Pour plus de détails, voir Fiche technique et Distribution.
Happy Endings est un film choral américain réalisé par Don Roos et sorti en 2005.

## Synopsis
Trois histoires regroupant une dizaine de personnages.
Un réalisateur approche une femme qui a abandonné son bébé 19 ans auparavant et lui explique qu'il sait ce qu'est devenu son fils aujourd'hui. Il décide de la suivre en lui propose de tourner un documentaire sur elle pendant que celle-ci essaie de retrouver la trace de son fils.
Un père et son fils se retrouvent à fréquenter la même femme.
Enfin, de deux couples, dont les enfants sont nés d'une liaison adultère.

## Distribution
- Lisa Kudrow (VF : Natacha Muller)  : Mamie Toll
- Steve Coogan : Charley Peppitone
- Tom Arnold : Frank McKee
- Jason Ritter : Otis McKee
- Maggie Gyllenhaal : Jude
- Bobby Cannavale (VF : David Krüger) : Javier Duran
- Jesse Bradford : Nicky Kunitz
- David Sutcliffe (VF : Patrice Baudrier)  : Gil Palmer
- Laura Dern (VF : Laurence Dourlens)  : Pam Ferris
- Sarah Clarke (VF : Rafaèle Moutier)  : Diane
- Johnny Galecki (VF : Fabrice Josso)  : Miles

 Source et légende : version française (VF) sur RS Doublage

## Référence
1. ↑  « Fiche du doublage français du film », sur RS Doublage (consulté le 17 août 2018).